# 坂本元雄
坂本 元雄（さかもと もとお、1908年5月29日 - 2003年1月31日）は、日本の経営者。井関農機社長を務めた。神奈川県出身。

## 経歴
1931年に早稲田大学政治経済学部を卒業し、同年に日本勧業銀行に入行。
1961年に取締役を経て、1962年に井関農機副社長に就任し、1966年から1970年までに社長を務めた。三菱電機監査役も務めた。
2003年1月31日肺炎のために死去。94歳没。